# TeX Live
TeX Live – dystrybucja TeX-a, opartego na nim oprogramowania (m.in. LaTeX, ConTeXt itp.) oraz oprogramowania pomocniczego (m.in. BibTeX). Dystrybucja obejmuje różne platformy systemowe.

## Historia
TeX Live jest wspólnym przedsięwzięciem międzynarodowej grupy TUG (TeX Users Group) oraz grup Użytkowników Systemu TeX z Niemiec, Holandii, Wielkiej Brytanii, Francji, Czech, Słowacji, Polski, Indii i Rosji. Koncepcja dystrybucji sięga 1993 roku kiedy w ramach holenderskiej grupy opracowywano dystrybucję dla użytkowników MS-DOS. Pojawiła się wtedy koncepcja stworzenia wspólnej dystrybucji dla wszystkich systemów. Wynikiem tego pomysłu było m.in. powstanie grupy roboczej TUG do spraw Standardu Katalogów TeX-owych (TeX Directory Structure). Po wydaniu TeX Live 7 zdecydowano się na zmianę sposobu oznaczania wersji i kolejne edycje były nazywane w oparciu o rok wydania. TeX Live 2003 był pierwszą edycją, której rozmiar przekroczył objętość jednej płyty CD. Zdecydowano się więc wydać ją na 2 płytach CD oraz w równoważnej formie na płycie DVD. W maju 2006 Thomas Esser zaprzestał wspierania swojej dystrybucji teTeX skutkiem czego TeX Live stała się jej naturalnym następcą w zakresie systemów linuksowych.

## Pobieranie
Obrazy dysków instalacyjnych dostępne są darmowo do pobrania z serwerów CTAN. W najnowszej wersji możliwa jest również instalacja przy pomocy programu instalacyjnego pobierającego dane z sieci.